# ارکستر سمفونی لندن، جلد دوم
«ارکستر سمفونی لندن، جلد دوم» (به انگلیسی: London Symphony Orchestra, Vol. II) آلبومی از هنرمند اهل ایالات متحده آمریکا فرانک زاپا است که در سال ۱۹۸۷ میلادی منتشر شد.